# Diasclera
Diasclera — род жуков-узкокрылок.

## Распространение
В России распространены два вида.

## Описание
Жуки маленьких и средних размеров; в длину достигают 7,5-10 мм. Тело выпуклое, имеет бронзовую или сине-зелёную окраску. Глаза выпуклые, вырезанные; голова с глазами приблизительно такой же ширины как и переднеспинка или четь шире её. Усики 11-члениковые; у самцов немного заходят за середину длины надкрылий, а у самок короче. Коготки простые.

## Экология
Развитие преимагональных стадий протекает в мёртвой древесине деревьев.

## Перечень видов
В состав рода входят:
- Diasclera cyanipennis (Horn, 1870)
- Diasclera bicolor (Horn, 1870)
- Diasclera oxiana Yablokov-Khnzoryan, 1974
- Diasclera obscura (LeConte, 1854)
- Diasclera sibirica (Gebier, 1830)